# Petrovice u Sušice

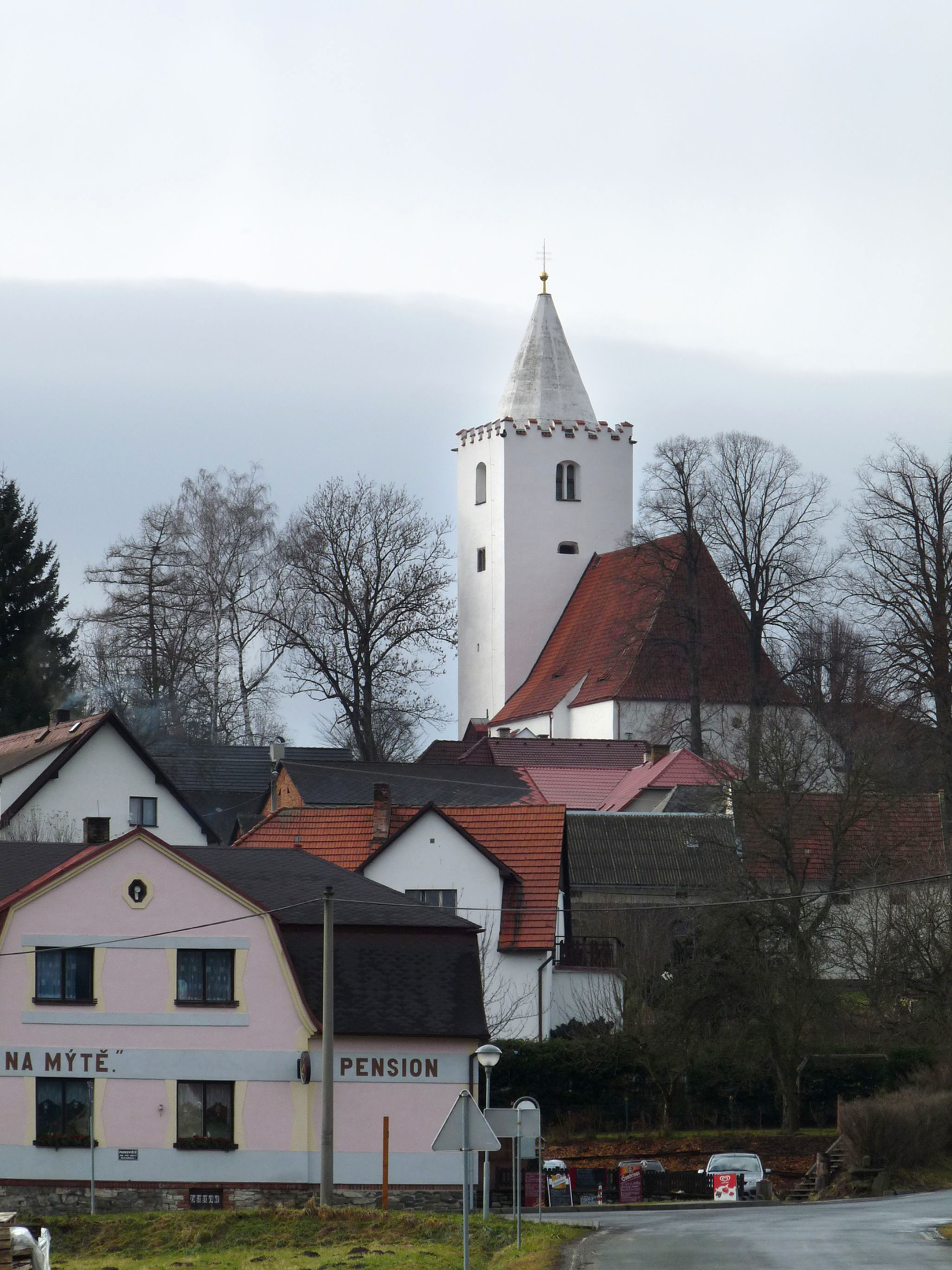
Wehrkirche St. Peter und Paul in Petrovice u Sušice

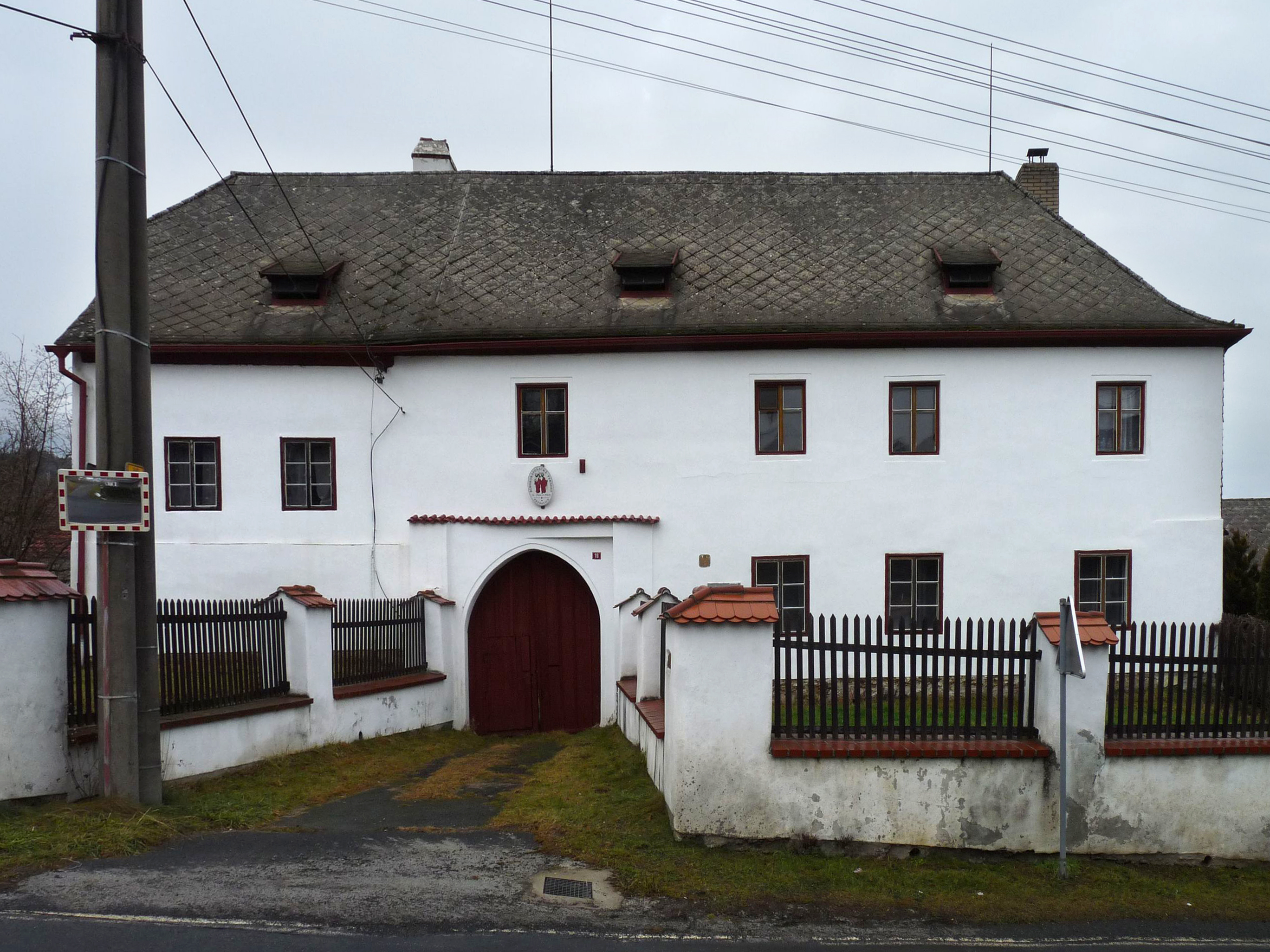
Pfarrhaus in Petrovice u Sušice

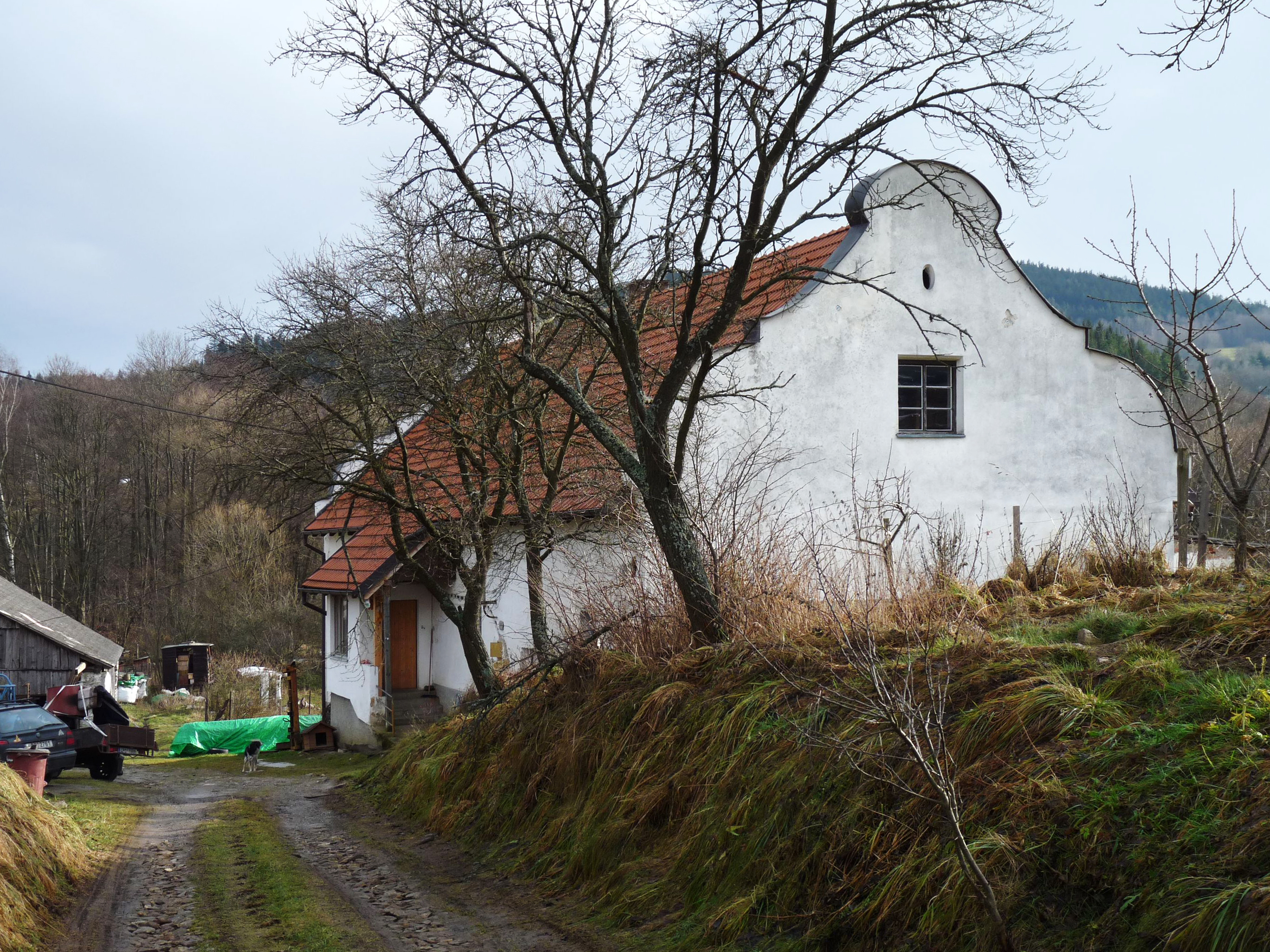
Wassermühle Tamíř

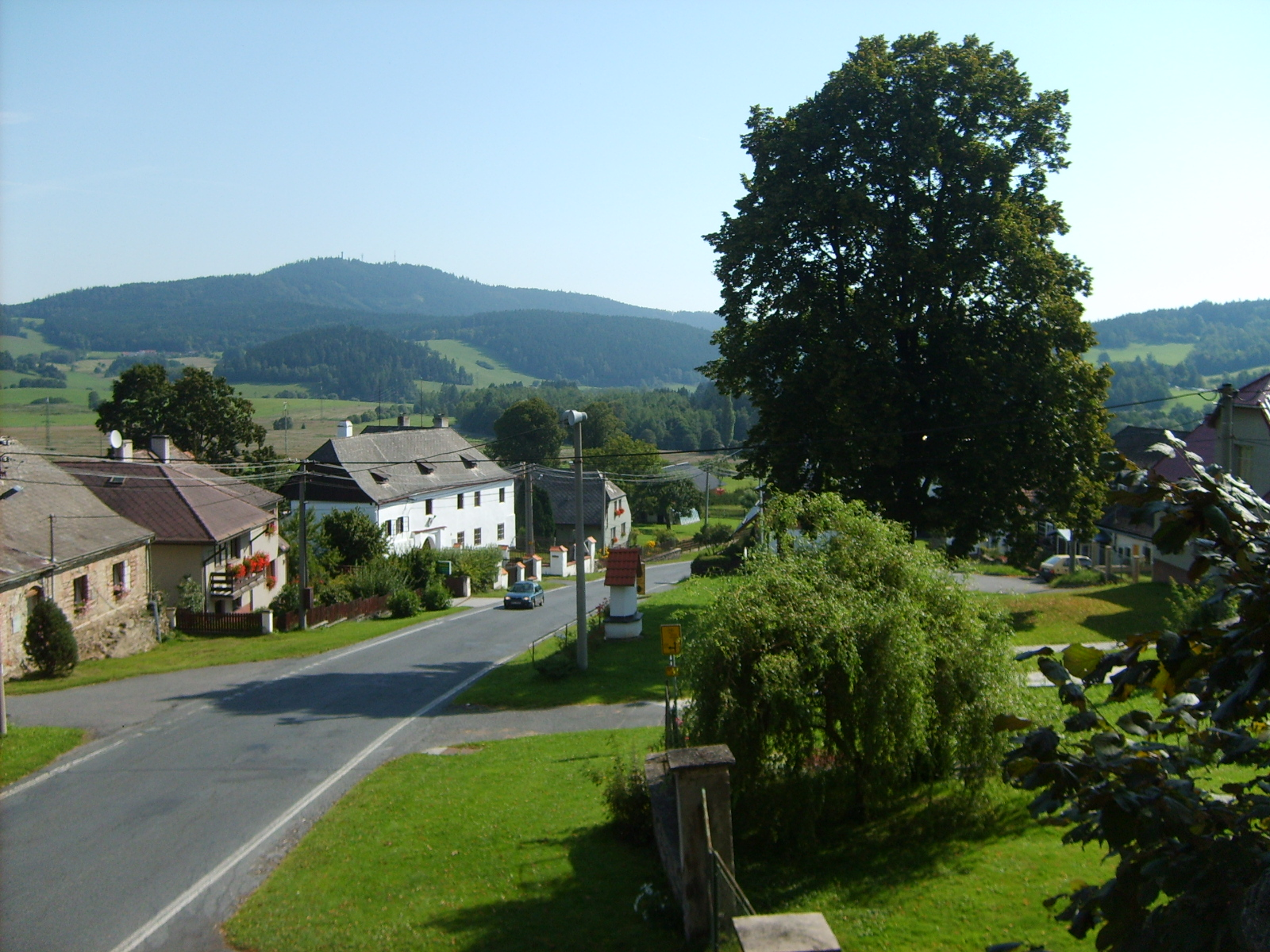
Unterer Teil von Petrovice u Sušice, im Hintergrund der Svatobor

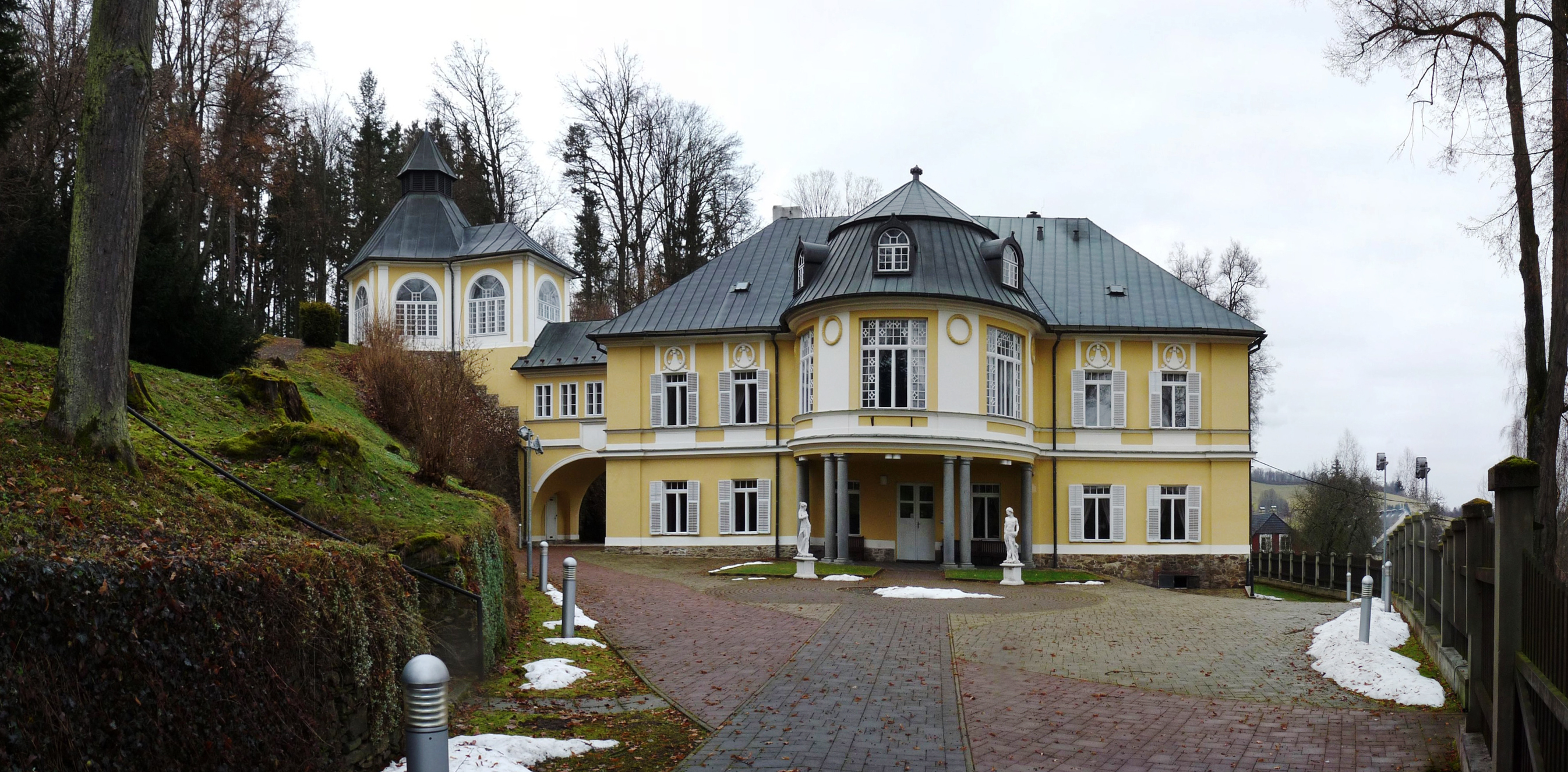
Schloss Kněžice

Petrovice u Sušice, bis 1991 Petrovice (deutsch Petrowitz), ist eine Gemeinde in Tschechien. Sie liegt sechs Kilometer westlich von Sušice und gehört zum Okres Klatovy.

## Geographie
Petrovice u Sušice befindet sich in der Svatoborská vrchovina (Swatobor-Bergland), einer Teileinheit der Šumavské podhůří (Böhmerwaldvorland). Der Kernort liegt linksseitig des Baches Kepelský potok (Köpplerbach), der östlich von Petrovice in die Volšovka (Forellenbach) mündet, auf dem Hügel Vyšehrad. Im Norden erhebt sich der Kaltský vrch (757 m), nordöstlich der Svatobor (845 m), der Tomanův kopec (603 m) und die Letná (638 m), im Osten der Cimberk (636 m), südöstlich die Volšovská Stráž (790 m) und die Nuzerovská Stráž (802 m), im Süden der Hrnčíř (622 m), südwestlich die Hora (693 m) und der Vosík (873 m), im Westen der Vrchy (753 m) sowie nordwestlich der Myslíkov (706 m) und der Farský vrch (669 m). Petrovice u Sušice liegt am Rande des Naturparks Kochánov. Durch den Ort führt die Staatsstraße II/171 zwischen Sušice und Běšiny, von der in Petrovice die II/145 nach Hartmanice abzweigt.
Nachbarorte sind Kněžice, Strunkov und Posobice im Norden, Žikov und Dohaličky im Nordosten, Františkova Ves, Prachlík, Tamíř und Trsice im Osten, Dub, Chamutice und Prášilka im Südosten, Kojšice, Hrnčíř, Jiřičná, Vlastějov und Nová Víska im Süden, Nový Dvůr und Pařezí im Südwesten, Vojetice, Zbraslav und Puchverk im Westen sowie Suchá, Pích, Píchovský Mlýn und Skalský im Nordwesten.

## Geschichte
Die Gegend um Petrovice wurde wahrscheinlich im 11. oder 12. Jahrhundert besiedelt. Es wird angenommen, dass zu dieser Zeit an den Bächen Kepelský potok, Pstružný potok und Kalný potok nach Gold geseift wurde. Auf dem Vyšehrad entstand eine Burg. Eine weitere Befestigungsanlage befand sich auf dem Hrnčíř, sie war jedoch schon in der Mitte des 13. Jahrhunderts aufgegeben worden. Neben der Burg auf dem Vyšehrad wurde im 13. Jahrhundert eine mit Wehrmauer und Zinnen befestigte Wehrkirche errichtet. Südöstlich an die Kirchmauer schloss sich am Steig nach Sušice ein aus 14 Holzhäusern bestehender Rundling mit hufeisenförmigem Grundriss an, der im 12. oder 13. Jahrhundert angelegt wurde.
Erstmals urkundlich erwähnt wurde Petrovice im Jahre 1319, als der Ritter Albert von Schönstein auf der Burg gefangen genommen wurde und auf die Burg Strakonice verbracht wurde. Die Burg Petrovice erlosch in der ersten Hälfte des 14. Jahrhunderts.
Das Gut Petrovice wurde danach an das Gut Kněžice angeschlossen. Bis 1589 befand sich das Pfarrhaus in Kněžice, der Besitzer der Herrschaft Johann Heinrich Plansky von Seeberg ließ es in die Chaluppe des Gerbers in Petrovice verlegen. Petrovice wurde sukzessive entlang des Steiges nach Kněžice erweitert, inzwischen sind beide Orte gänzlich zusammengewachsen. Als Besitzer des Gutes Kněžice mit der Feste und dem Hof Kněžice, dem Hof Zbraslav sowie den Dörfern Petrovice, Vojetice, Vlastějov, Kochánov und Zbraslav wechselten sich elf verschiedene Adelsgeschlechter ab, darunter die Familie Hubatius Ritter von Kotnov, die das Gut ab 1785 besaß. Im Jahre 1848 lebten in den 35 Häusern von Petrovice 239 Personen. Bis zur Mitte des 19. Jahrhunderts blieb Petrovice nach Kněžice untertänig.
Nach der Aufhebung der Patrimonialherrschaften bildete Petrovice / Petrowitz ab 1850 mit den Ortsteilen Chamutice, Dolní Kochánov, Kněžice, Pařezí, Rovná, Trsice und Vojetice eine Gemeinde im Gerichtsbezirk Schüttenhofen. Ab 1868 gehörte die Gemeinde zum Bezirk Schüttenhofen.
Besitzer des Gutes Kněžice waren zum Ende des 19. Jahrhunderts der Wiener Unternehmer Albert Dub und dessen Sohn Wilhelm. Letzterer verkaufte es 1897 an Ottokar Heintschel von Heinegg aus Wien, der auch die Güter Žíkov und Strunkov erwarb und damit den Grundbesitz auf 1071 ha vergrößerte. Die Familie Heintschel-Heinegg ließ das Schloss und Gut Kněžice umgestalten und sanieren, ab 1906 wurde es zu ihrem Hauptwohnsitz. 1926 musste Wolfgang Heintschel-Heinegg seinen Großgrundbesitz wegen Überschuldung verkaufen und zog mit seinen drei Töchtern und dem Sohn Hanns Georg nach Wien. Nachdem die Güter Kněžice, Žíkov und Strunkov 1929 an die Česká diskontní banka gefallen waren, wurde der Grundbesitz ausverkauft und parzelliert.
Im Zuge der Aufhebung des Okres Sušice kam Petrovice 1960 zum Okres Klatovy. Františkova Ves, Strunkov und Posobice wurden 1960 von Maršovice nach Petrovice umgemeindet. Im selben Jahre war auch die Eingemeindung von Jiřičná (mit Kojšice, Nová Víska und Nový Dvůr). Zu Beginn des Jahres 1976 wurde Svojšice (mit Břetětice, Částkov, Maršovice, Strunkov, Žďár und Žikov) eingemeindet. 1981 hatte die Gemeinde 820 Einwohner, im Jahre 2001 waren es nur noch 681. Seit dem 1. Jänner 1992 führt die Gemeinde den amtlichen Namen Petrovice u Sušice.

## Gemeindegliederung
Die Gemeinde Petrovice u Sušice besteht aus den Ortsteilen Břetětice (Bretietitz), Částkov (Tschaskau, auch Caskau), Chamutice (Chamutitz), Dolní Kochánov (Kochanow, auch Unter Kochet), Františkova Ves (Franzdorf), Jiřičná (Köhlendorf), Kojšice (Kojschitz), Maršovice (Marschowitz), Nová Víska (Neudörfel), Pařezí (Theresiendorf), Petrovice u Sušice (Petrowitz), Posobice (Posobitz), Rovná (Ruwna, auch Eben), Strunkov (Strunkau), Svojšice (Swojschitz), Trsice (Tersitz, auch Trsitz), Vojetice (Woititz, auch Wojtitz) und Žikov (Zikau, auch Weißschlössel). Grundsiedlungseinheiten sind Břetětice, Částkov, Chamutice, Dolní Kochánov, Františkova Ves, Jiřičná, Kojšice, Maršovice, Nová Víska, Petrovice u Sušice, Posobice, Rovná, Strunkov, Svojšice, Trsice, Vojetice und Žikov. Zu Petrovice u Sušice gehören außerdem die Weiler und Einschichten Dohaličky (Dohalitschek), Dub, Hrnčíř, Hvízdalka (Hwizdalka), Kněžice (Knieschitz), Nový Dvůr (Neuhof), Prachlík, Prášilka, Tamíř (Tamirmühle), Zbraslav (Braslaw) und Žďár (Zdiar).
Das Gemeindegebiet gliedert sich in die Katastralbezirke Břetětice, Částkov u Svojšic, Chamutice, Dolní Kochánov, Jiřičná, Kojšice, Maršovice u Svojšic, Petrovice u Sušice, Posobice, Rovná u Sušice, Svojšice u Sušice, Trsice und Žikov.

## Sehenswürdigkeiten
- Kirche St. Peter und Paul in Petrovice u Sušice, sie wurde im 13. Jahrhundert neben einer Burganlage errichtet und im 14. Jahrhundert umgebaut. Im Fußboden befinden sich zehn alte Grabplatten, größtenteils für Angehörige des Geschlechts Plansky von Seeberg
- Spätmittelalterliches Pfarrhaus unterhalb der Kirche in Petrovice u Sušice
- Barocke Wassermühle Tamíř an der Mündung des Kepelský potok in die Volšovka
- Nischenkapelle des hl. Johannes von Nepomuk am Dorfplatz von Petrovice u Sušice
- Gezimmerte Böhmerwaldhäuser
- Schloss Kněžice, es wurde zwischen 1903 und 1906 durch Wolfgang Heintschel von Heinegg saniert, umgestaltet und elektrifiziert. Danach zog er mit seiner Familie von Wien nach Kněžice. 1926 musste die Familie Heintschel-Heinegg die überschuldeten Güter an den Bergbauunternehmer Josef Janeček verkaufen, drei Jahre später fiel der Großgrundbesitz der Česká diskontní banka zu, die ihn aufteilte. 1939 kauften der Prager Pädagoge Miloš Seifert und Marie Nováková das Schloss, sie wurden im Jahr darauf „im öffentlichen Interesse“ zugunsten des Deutschen Frauenwerkes enteignet. Nach dem Zweiten Weltkrieg ging das Schloss in Staatseigentum über und wurde von 1954 bis 2002 als Altersheim genutzt. 1989 wurde das Schloss an die Stadt Sušice übertragen, die es 2003 an eine dänische Gesellschaft verkaufte. Am 1. Juli 2004 wurde nach der Sanierung im Schloss ein Hotel und Restaurant eröffnet.
- Kirche Johannes des Täufers in Svojšice
- Feste Svojšice, sie wurde zu Beginn des 14. Jahrhunderts durch die Herren von Welhartitz errichtet, im 17. Jahrhundert wurde sie zum Speicher umgebaut
- Ruine des Schlosses Kojšice, die im 17. Jahrhundert durch die Dohalský von Dohalice errichtete Feste wurde 1877 von Zdenko von Forster zu Philippsberg erworben. Er macht sie zu seinem Sitz und ließ sie bis 1890 nach Plänen von Heinrich von Ferstel zu einem neoromantischen Schloss umgestalten. Nach 1945 ging das Schloss in das Eigentum des Sokol Sušice über; danach wurde es durch verschiedene staatlichen Stellen genutzt, die das Bauwerk zur Ruine verkommen ließen.

## Söhne und Töchter der Gemeinde
- Wenzel Weber von Ebenhof (1781–1865), böhmischer Verwaltungsjurist, geboren in Eben
- Hanns Georg Heintschel-Heinegg (1919–1944), österreichischer Lyriker und Widerstandskämpfer gegen den Nationalsozialismus, geboren auf Schloss Kněžice